# Luisa Delfino
Luisa Delfino (Gualeguaychú, Entre Ríos, 20 de mayo de 1950) es una periodista argentina. Es principalmente conocida a nivel nacional como creadora y conductora del mítico programa radial y televisivo Te Escucho.

## Biografía
Cursó la carrera de Licenciatura en Letras en la Universidad Nacional de La Plata hasta una instancia avanzada, pero su creciente trabajo como periodista al lado de Carlos Ulanovsky hizo que ya no pudiera continuarla y tuviera que dejarla inconclusa. Mujer de radio, la razón de su llegada a Buenos Aires desde Entre Ríos se liga directamente a su amor por "el éter" (sínoimo de radio): 

”Llegué a Buenos Aires inspirada por Hugo Guerrero Marthineitz. Estaba en Gilbert, como maestra de primer grado y por la tarde escuchaba a Hugo Guerrero, mientras tejía por primera vez en mi vida un suéter celeste, y de pronto él dijo, entre otras frases: ¿Cómo va ese tejido?. Y sentí que me veía, la magia de la radio se instaló definitivamente en mí. En las vacaciones de invierno, con 18 años arremetedores les dije a mi mamá y a mi papá que quería viajar a Buenos Aires a conocer a ese genio. Papá consiguió una correcta pensión en Azcuénaga y Córdoba y hacia allí partimos con mi amiga Virginia. En la radio el asunto se puso más difícil, era complicado llegar a él y cuando lo tuvimos enfrente, fue antipático y hosco. Le recriminé que lo fuera y me desafió a que se lo dijera frente al micrófono. Lo demás parecía un sueño, mi amiga y yo nos quedamos una semana, por cinco días estuvimos en el estudio, respondí preguntas, hablé de mi escuela, leí poemas a los que dedicaba mi tiempo y el Negro se enamoró de "Dolor de Mudanza". Cuando nos fuimos daba todos los días al aire mi nombre y la dirección de la escuela. Llegaban bolsas del correo repletas de cartas maravillosas. Eran ustedes, la gente conmigo por primera vez. Guerrero sugirió que Buenos Aires era un buen lugar para que mis ilusiones volaran a gusto, así que al año siguiente conseguí un trabajo en Avellaneda, decidí estudiar letras y cambiar la vieja casona con dos patios de Gualeguaychú, por la correcta y maravillosa pensión de Doña Totó, en Córdoba y Azcuénaga. Así, causalmente empezó esta historia.”

Como fue citado anteriormente, Delfino ya había comenzado a trabajar en los años 1970 en la revista Humor, de la mano de Carlos Ulanovsky, donde hacía tareas de periodismo gráfico. Luego, a través de Víctor Sueiro, pasó a trabajar en la revista Gente bajo la dirección de Samuel "Chiche" Gelblung. Con el tiempo, pasó a Siete Días, luego a La Opinión, la revista de Clarín y como prosecretaria de Para Ti. Hizo una columna semanal en Radio Continental por sugerencia de Magdalena Ruiz Guiñazú. Trabajó con Aníbal Vinelli, Rolando Hanglin, Juan Alberto Badía y Mario Mactas, hasta que surgió su exitoso programa radial Te Escucho en horario nocturno en 1991, un programa en el que el oyente llamaba y podía contar o expresarse sobre sus problemas o algo que le estaba pasando en la vida. Un formato que hasta ese momento no era común en la radio argentina.
Todas las madrugadas de domingo, por Radio Del Plata, Delfino conduce La Compartida del Te escucho, ciclo que es la continuación ininterrumpida del clásico radial de los 90s Te escucho, que paso por distintas emisoras (Continental, Radio Rivadavia,Radio con Vos , América y Radio Del Plata) desde 1991 sin salir jamás del aire hasta el presente. Para la audiencia nocturna, el programa, que ha ido variando en el transcurso de las temporadas, sigue siendo una saludable catarsis para enfrentar problemas como la soledad, el adulterio, la anorexia, la bulimia, las fobias o las adicciones. Delfino escucha, contiene y deriva a profesionales. Permanece cinco horas en el estudio atenta a ese vínculo que establece con la audiencia. El programa -como ella misma suele decir- es un programa de "servicio" que se ofrece como espacio de escucha respetuosa y atenta a quien lo precisa. Hay oyentes que la siguen desde hace más de 26 años.
En el año 1991 el programa radial tuvo su versión televisiva en ATC, manteniendo el nombre y la temática, se mantuvo en el aire durante algunos años en el mismo horario nocturno, los viernes a la 1 de la madrugada. 
A la par de su éxito radial y televisivo, editó ¿Estas ahí? (1991) y Te Escucho (1992) titulado como su programa-, en estos plasmo las distintas anécdotas vividas en el estudio radial. En 2005 hizo una aparición en un capítulo de Casados con hijos, emulando su programa radial Te escucho. 
En los 2000 Delfino termina el ciclo televisivo, para ese año se encontraba haciendo el mismo programa en Radio Rivadavia hasta 2002. Firma con Radio Continental en 2002 y  edita en 2006 El río de los pájaros pintados VS papeleras en el cual traza su visión sobre el conflicto argentino-uruguayo por la instalación de la papelera finlandesa Botnia a las márgenes orientales del Río Uruguay, es decir, en la ROU. Ese mismo año deja Radio Rivadavia para firmar con Radio del Plata con quien continua hasta 2021.
Mantuvo un Bajo perfil durante los años 2010-2020, apareciendo esporádicamente en televisión. En 2019 crea Luisa Te Escucha, un podcast con entrevistas a personalidades como Claudia Lapacó, Malena Guinzburg y Daisy May Queen, entre otros, repitiendo luego el mismo formato para Infobae en el 2021.
En 2022 firma contrato con Radio Splendid (La 990) para realizar Te Escucho, nuevamente con llamadas en vivo y psicólogos en el staff.

## Radio
Algunos de los programas más representativos donde Delfino participó.
| Año                    | Programa                         | Radio                   |
| ---------------------- | -------------------------------- | ----------------------- |
| 1980                   | Programa junto a Rolando Hanglin | Radio Continental       |
| 1981-1987              | Escuchando                       | Radio El Mundo          |
| 1988                   | La Vidriera                      | Radio Continental       |
| 1988                   | La Vidriera del Verano           | Radio Continental       |
| 1989                   | La Vidriera                      | Radio El Mundo          |
| 1990                   | Programa junto a Rolando Hanglin | Radio Continental       |
| 1991                   | Luisa de Noche Buena             | Radio Continental       |
| 1991 - 1996            | Te Escucho                       | Radio Del Plata         |
| 1996 - 2000            | Te Escucho                       | Radio Rivadavia         |
| 2001                   | Hablemos                         | Radio Del Plata         |
| 2002 - 2006            | Te escucho, El Regreso           | Radio Continental       |
| 2006 - 2018 2020- 2021 | Te Escucho                       | Radio Del Plata         |
| 2019                   | Te Escucho                       | Radio con Vos           |
| 2022 - presente        | Te Escucho                       | Radio Splendid (La 990) |

### Podcast
- 2019 - 2020: Luisa Te Escucha
- 2021: Te Escucho (Infobae)

## Televisión
| Año         | Programa                      | Canal                    | Rol                                                                        |
| ----------- | ----------------------------- | ------------------------ | -------------------------------------------------------------------------- |
| 1984-1989   | Badía y Compañía              | ATC                      | Panelista, conducido por Juan Alberto Badía                                |
| 1987        | NotiShow                      | ATC                      | Conductora junto Nicolás Repetto                                           |
| 1988        | Encuentro con gente de sábado | ATC                      | Conductora                                                                 |
| 1990        | Peor es Nada                  | Canal 13                 | Panelista, conducido por Jorge Guinzburg                                   |
| 1990        | Imagen de Radio               | Canal 13                 | Panelista, conducido por Juan Alberto Badía                                |
| 1991 - 2000 | Te Escucho                    | Televisión Pública (ATC) | Conductora                                                                 |
| 1992        | El Palacio de la Risa         | Televisión Pública (ATC) | Cameo junto a Antonio Gasalla y Norma Pons con Flora "La Empleada Publica" |
| 1992        | Metete                        | Televisión Pública (ATC) | Conductora                                                                 |
| 1993        | El Palacio de la Risa         | Televisión Pública (ATC) | Cameo junto a Antonio Gasalla con Soledad Dolores Solari                   |
| 1993        | Besame                        | Televisión Pública (ATC) | Conductora junto con Mario Mactas y Virginia Hanglin                       |
| 1996        | El Palacio de la Risa         | Televisión Pública (ATC) | Cameo junto a Antonio Gasalla y Norma Pons con Flora "La Empleada Publica" |
| 1997        | Videomatch                    | Telefe                   | Staff del Programa con el sketch ¿Cómo te va la vida?                      |
| 1999        | Sábado bus                    | Telefe                   | Sketch titulado La Pesadilla de Luisa                                      |
| 2000        | Como Te Va?                   | Plus TV                  | Conductora                                                                 |
| 2005        | Casados con hijos             | Telefe                   | Cameo en el episodio "Todo Por Un Vinilo"                                  |
| 2014        | Pura Química                  | ESPN                     | Entrevistada                                                               |
| 2019        | Muy Muscari                   | Crónica Televisión       | Entrevistada, conducido por José María Muscari                             |
| 2019        | Las Rubias                    | Net TV                   | Entrevistada, conducido por Marcela Tinayre                                |
| 2019        | Hoy Nos Toca a la Tarde       | Net TV                   | Entrevistada, conducido por José María Muscari                             |
| 2019        | Cortá por Lozano              | Telefe                   | Entrevistada, conducido por Verónica Lozano                                |
| 2019        | ¿Quién quiere ser millonario? | Telefe                   | Participante, conducido por Santiago del Moro                              |
| 2019        | Polémica en el bar            | América Televisión       | Entrevistada, conducido por Mariano Iúdica                                 |
| 2019        | Pampita Online                | Net TV                   | Entrevistada,conducido por Pampita                                         |
| 2019        | Almorzando con Mirtha Legrand | Canal 13                 | Invitada, conducido por Mirtha Legrand                                     |
| 2022        | Infobae                       | Página Web Infobae       | Entrevistada por Tatiana Schapiro                                          |